# Divisão administrativa da República das Duas Nações

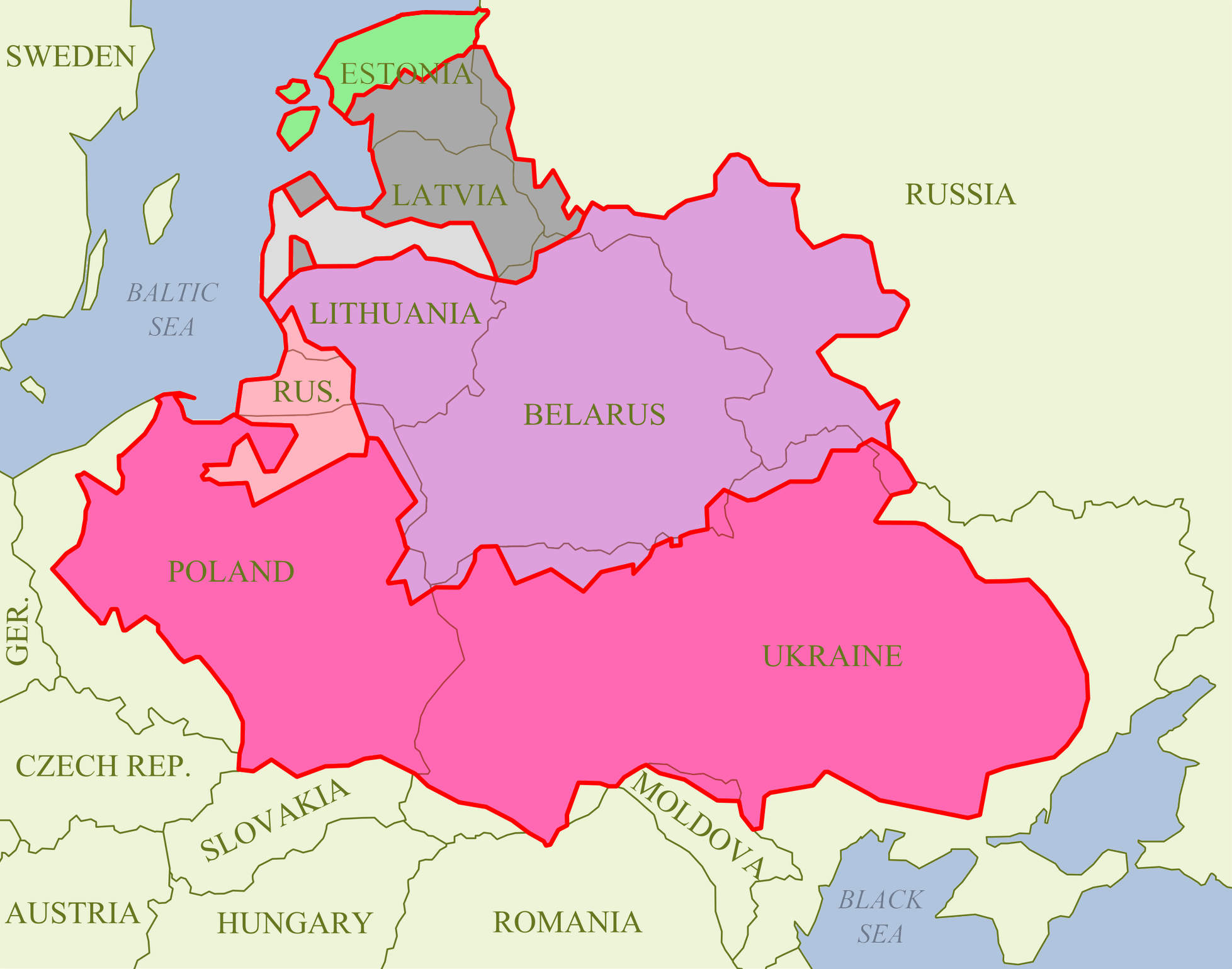
Mapa da República das Duas Nações com suas principais subdivisões depois da Paz de Deulino de 1618, sobrepondo-se às atuais fronteiras dos países.
----
A Coroa
Ducado da Prússia, feudo polonês
Grão-Ducado da Lituânia
Ducado da Curlândia, feudo lituano
Ducado da Livônia
Livônia sueca e dinamarquesa

A divisão administrativa da República das Duas Nações foi o resultado da longa e complicada história da fragmentação do Reino da Polônia e da união da Polônia e Lituânia. 
As terras que uma vez pertenceram à República das Duas Nações estão agora distribuídas entre os vários países da Europa Central e Oriental: Polônia, Letônia, Lituânia, Ucrânia, Ducado da Prússia **Posterior Alemanha**, Bielorrússia e Rússia, com pequenos pedaços na Estônia, Eslováquia, Romênia e Moldávia.

## Terminologia
Embora o termo "Polônia" foi também comumente utilizado para designar toda esta política, a Polônia foi, na verdade, apenas parte de um todo maior - a República das Duas Nações, que compreendia basicamente duas partes:
- a Coroa do Reino da Polônia (a Polônia propriamente dita), coloquialmente "a Coroa"; e
- o Grão-Ducado da Lituânia, coloquialmente "Lituânia".

A Coroa, por sua vez, compreendia duas "prowincjas": a Grande Polônia e a Pequena Polônia. Essas e uma terceira província, o Grão-Ducado da Lituânia, eram as únicas três regiões que foram devidamente denominadas de "províncias". A República foi posteriormente dividida em pequenas unidades administrativas conhecidas por voivodias (województwa - note que algumas fontes usam a palavra palatinado ao invés de voivodia). Cada voivodia era governada por um voivoda (governador). As voivodias foram posteriormente divididas em starostwa, cada starostwo era governado por um starosta. As cidades eram governadas por castelões. Havia freqüentes exceções para estes governos, muitas vezes envolvendo a subunidade de administração ziemia.

## Divisão administrativa

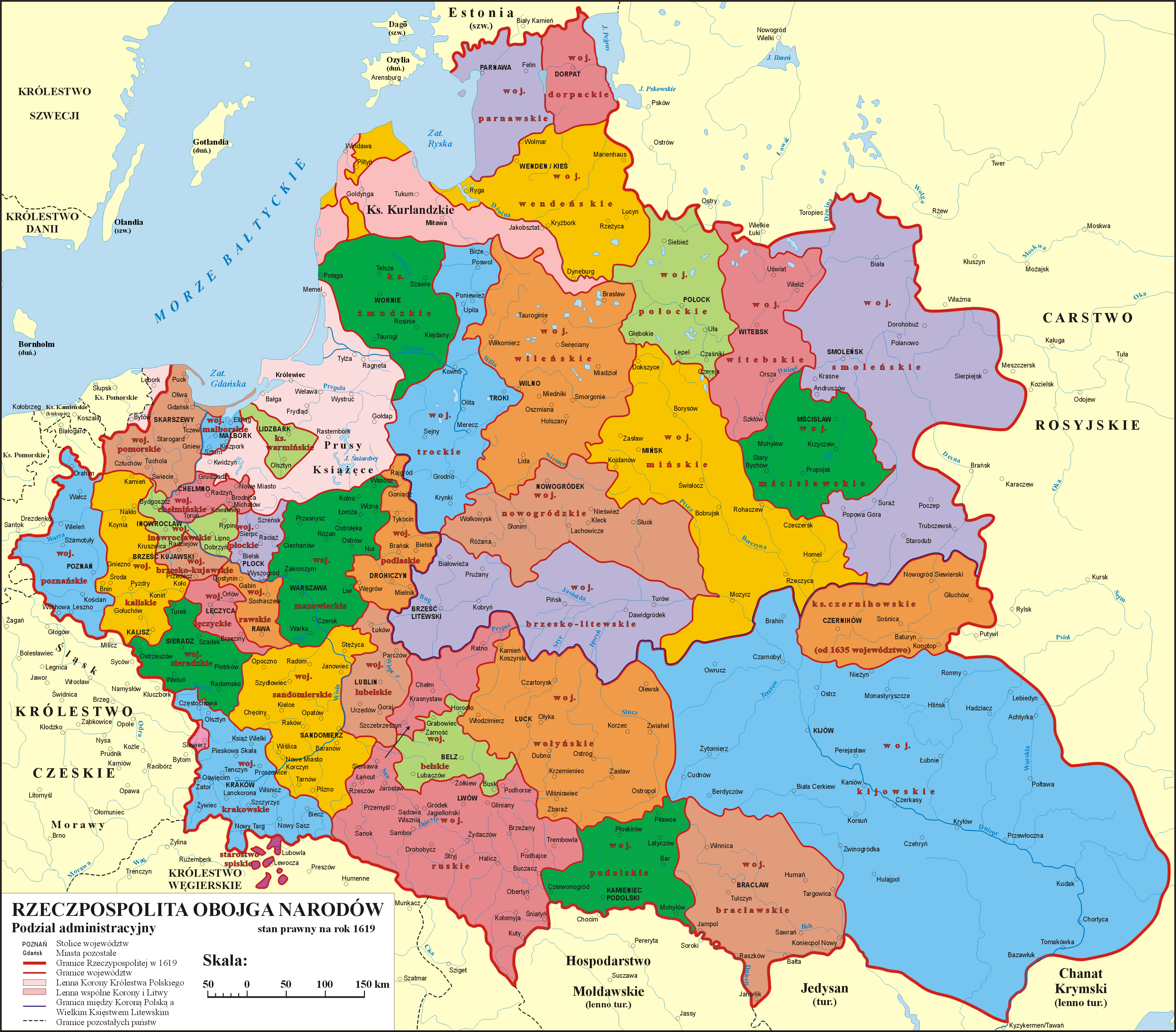
Mapa mostrando as voivodias da República das Duas Nações em 1629

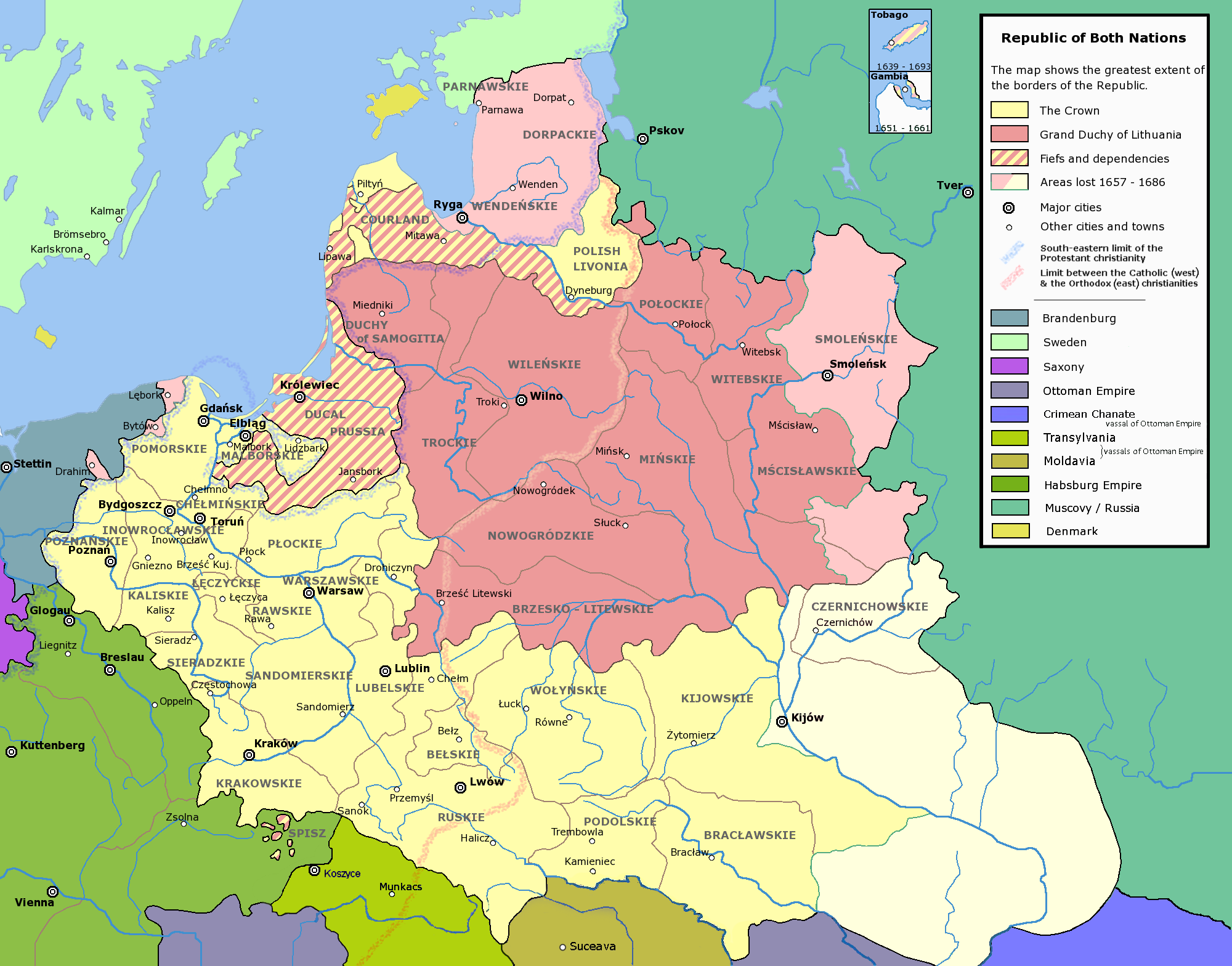
Mapa mostrando as voivodias da República das Duas Nações com as mudanças no final do século XVII.

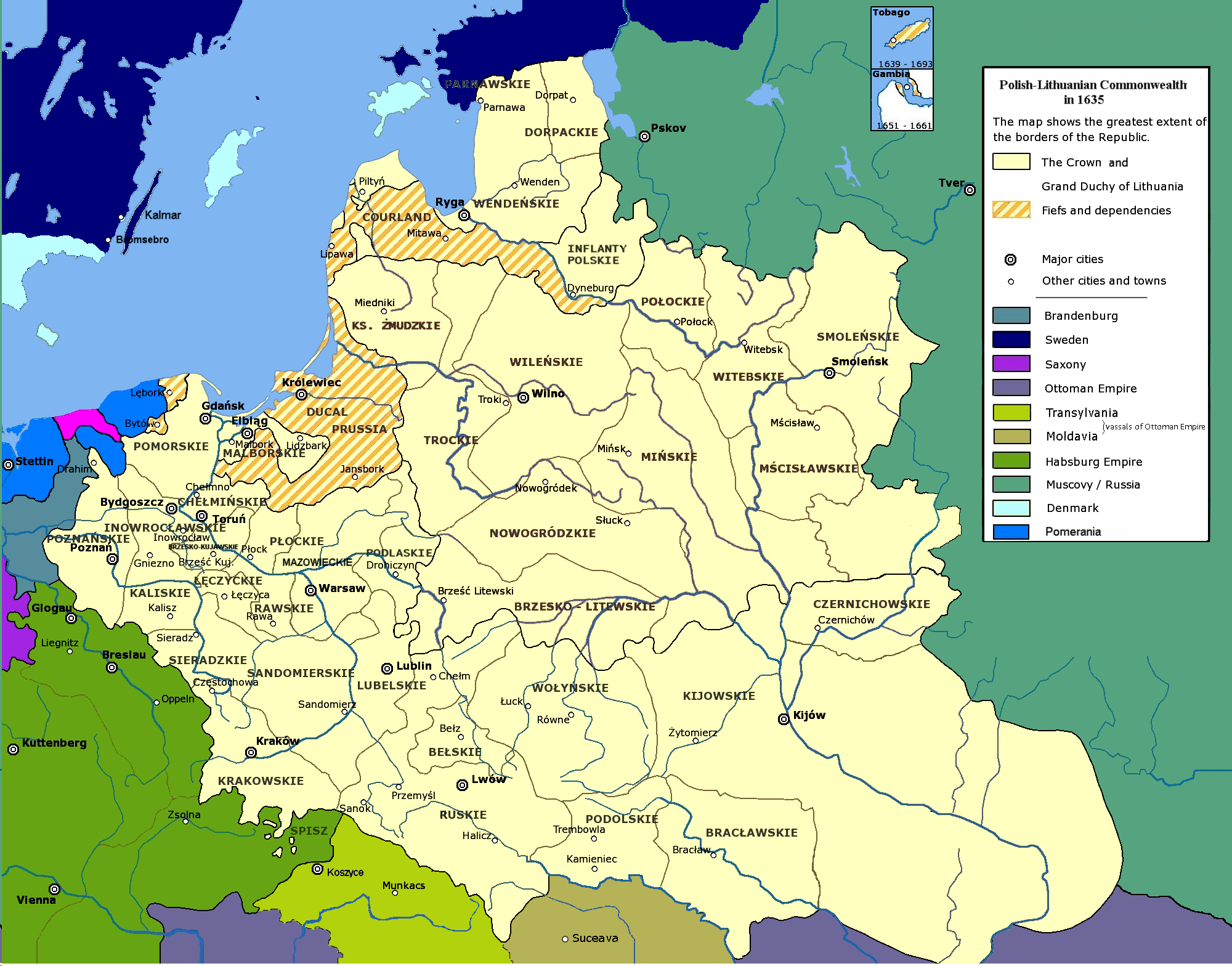
Voivodias da República das Duas Nações em 1635

Por províncias, voivodias e entidades menores.

### Voivodias da República das Duas Nações
Note que algumas fontes usam a palavra palatinado ao invés de voivodia.

#### Grande Polônia
- Voivodia de Brześć Kujawski (województwo brzesko-kujawskie,  Brześć Kujawski)
- Voivodia de Gniezno (województwo gnieźnieńskie, Gniezno) a partir de 1768
- Voivodia de Inowrocław (województwo inowrocławskie, Inowrocław)
- Voivodia de Kalisz (województwo kaliskie, Kalisz)
- Voivodia de Łęczyca (województwo łęczyckie, Łęczyca)
- Voivodia da Mazóvia (województwo mazowieckie, de Mazowsze, Varsóvia) consitindo de
  - Condado de Ciechanów (ziemia ciechanowska, Ciechanów)
  - Condado de Czersk (ziemia czerska, Czersk)
  - Condado de Liw (ziemia liwska, Liw)
  - Condado de Łomża (ziemia łomżyńska, Łomża)
  - Condado de Nur (ziemia nurska, Nur)
  - Condado de Różan (ziemia różańska, Różan)
  - Condado de Warszawa (ziemia warszawska, Varsóvia)
  - Condado de Wisk (ziemia wiska, Wizna)
- Voivodia de Poznań (województwo poznańskie, Poznań)
- Voivodia de Płock (województwo płockie, Płock) consistindo de:
  - Condado de Płock (ziemia płocka, Płock)
  - Condado de Wyszogród (ziemia wyszogrodzka, Wyszogród)
  - Condado de Zawkrze (ziemia zawkrzeńska, Szreńsk)
- Voivodia da Podláquia (województwo podlaskie, Drohiczyn) consistindo de:
  - Condado de Bielsk (ziemia bielska, Bielsk)
  - Condado de Drohiczyn (ziemia drohicka, Drohiczyn)
  - Condado de Mielnik (ziemia mielnicka, Mielnik)
- Voivodia de Rawa (województwo rawskie, Rawa) consistindo de:
  - Condado de Rawa (ziemia rawska, Rawa)
  - Condado de Gostyń (ziemia gostyńska, Gostyń)
  - Condado de Sochaczew (ziema sochaczewska, Sochaczew)
- Voivodia de Sieradz (województwo sieradzkie, Sieradz)
- Condado de Dobrzyń (ziemia dobrzyńska, Dobrzyń)
- Condado de Michałów (ziemia michałowska, Michałów)
- Condado de Wieluń (ziemia wieluńska, Wieluń)
- Condado de Wschowa (ziema wschowska, Wschowa)

#### Pequena Polônia
- Voivodia de Bełz (województwo bełzkie, Bełz)
- Voivodia de Bracław (województwo bracławskie, Bracław)
- Voivodia de Czernihów (województwo czernichowskie, Czernihów)
- Voivodia de Quieve (województwo kijowskie, Quieve)
- Voivodia da Cracóvia (województwo krakowskie, Cracóvia)
- Voivodia de Lublin (województwo lubelskie, Lublin)
- Voivodia de Podole (województwo podolskie, Kamieniec Podolski)
- Voivodia de Ruś (województwo ruskie, Lwów), dividida em:
  - Condado de Halicz (ziemia halicka, Halicz)
  - Condado de Lwów (ziemia lwowska, Lwów)
  - Condado de Przemyśl (ziemia przemyska, Przemyśl)
  - Condado de Sanok (ziemia sanocka, Sanok)
- Voivodia de Sandomierz (województwo sandomierskie, Sandomierz)
- Spiš (Spisz, Stara Lubowla),
- Voivodia da Volínia (województwo wołyńskie, Łuck)
- Ducado de Siewierz (księstwo Siewierskie, Siewierz)
- Condado de Chełm (ziemia chełmska, Chełm)
- Ducado de Oświęcim e Zator, também chamado Condado da Silésia - Powiat Slaski (Oświęcim, Zator)

#### Grão-Ducado da Lituânia
- Ducado da Samogícia (principado de Żmudź, księstwo żmudzkie, Medininkai-Varniai)
- Voivodia de Brześć Litewski (województwo brzesko-litewskie, Brześć Litewski)
- Voivodia de Miecislau (województwo mścisławskie, Miecislau)
- Voivodia de Mińsk (województwo mińskie, Minsque)
- Voivodia de Nowogródek (województwo nowogrodzkie, Nowogródek)
- Voivodia de Połock (województwo połockie, Połock)
- Voivodia de Smoleńsk (województwo smoleńskie, Esmolensco)
- Voivodia de Troki (województwo trockie, Troki)
- Voivodia de Wilno (województwo wileńskie, Wilno)
- Voivodia de Witebsk (województwo witebskie, Witebsk)

#### Prússia Real
- Ducado da Vármia (Księstwo Warmińskie, principado episcopal da Vármia, Lidzbark Warmiński)
- Voivodia de Chełmno (województwo chełmińskie, Chełmno)
- Voivodia de Malbork (województwo malborskie, Malbork)
- Voivodia da Pomerânia (województwo pomorskie, Gdańsk)

#### Ducado da Livônia(Inflanty)
- Voivodia de Dorpat (województwo dorpackie, Dorpat) de 1598 à década de 1620
- Voivodia da Livônia (województwo inflanckie, Dyneburg) a partir da década de 1620
- Voivodia de Parnawa (województwo parnawskie, Parnawa) de 1598 à década de 1620
- Voivodia de Wenden (województwo wendeńskie, Wenden) de 1598 à década de 1620

#### Outras
Outras notáveis regiões da República muitas vezes citadas, sem serem divisões de províncias ou voivodias, são:
- Pequena Polônia (em polonês: Małopolska), localizada no sul da Polônia, com sua capital em Cracóvia;
- Grande Polônia (em polonês: Wielkopolska), localizada no centro-oeste da Polônia, incluindo muitas áreas banhadas pelo rio Warta e seus afluentes;
- Mazóvia (em polonês: Mazowsze), região central da Polônia, com sua capital em Varsóvia;
- Ducado da Livônia (em polonês: Inflanty), um domínio conjunto da Coroa e do Grão-Ducado da Lituânia. Parte perdida para a Suécia na década de 1620 e em 1660;
- Curlândia (em polonês: Kurlandia), um feudo ao norte da República. Fundou uma colônia, em Tobago, em 1637 e na ilha James, no rio Gâmbia em 1651;
- Prússia (em polonês: Prusy), parte da qual pertenceu à República:
  - Prússia Real (em polonês: Prusy Królewskie), incorporada à Coroa em 1569, no período da formação da República das Duas Nações;
  - Ducado da Prússia, um feudo polonês até 1660;
- Kresy, a fronteira sudeste da Coroa;
- Rutênia (em polonês: Ruś), a parte oriental da República, contígua à Rússia;
- Samogícia (em polonês: Żmudź), parte oriental da Lituânia.
- Silésia (em polonês: Śląsk) não fazia parte da República, mas pequenas partes pertenceram a vários reis da República; em particular, os reis da Casa de Vasa foram duques de Opole de 1645 a 1666.
- Pomerânia (em polonês: Pomorze) é o termo para a costa sul do mar Báltico, parcialmente outside the Commonwealth e/ou na Prússia.
- Galícia (em polonês: Galicja) foi um termo não muito usado até o século XVIII.

## Divisões propostas

Brasão de armas para uma República polaco-lituana–rutena

Muitas vezes pensou-se na criação de um Ducado da Rutênia, particularmente durante a insurreição cossaca de 1648 contra o governo polonês na Ucrânia. Esse ducado, tal como foi proposto em 1658 pelo Tratado de Hadiach, seria um membro de pleno direito da República das Duas Nações, que então se tornaria a República polaco-lituana-rutena, mas devido às exigências da szlachta, a invasão moscovita, e a divisão entre os cossacos, o plano nunca foi implementado. Por razões semelhantes, os planos de uma República polaco-lituana-moscovita também nunca foram realizados, embora durante a Guerra polaco-moscovita (1605–1618) o príncipe polonês (mais tarde, rei) Władysław IV Waza foi eleito por um curto período Tsar da Moscóvia.

## História
As fronteiras da República das Duas Nações foram alteradas devido às guerras e tratados, às vezes várias vezes em uma década, especialmente nas regiões leste e sul. Essas mudanças tiveram impacto na divisão administrativa, uma vez que terras eram anexadas ou perdidas. Às vezes, um cargo era mantido por décadas, mesmo após a província correspondente ter sido perdida. A República controlou o maior território na primeira metade do século XVII, na segunda metade do século XVIII, perdeu parte significativa do seu território, nas partições da Polônia, finalmente desapareceu do mapa da Europa em 1795. 
Por favor, compare:

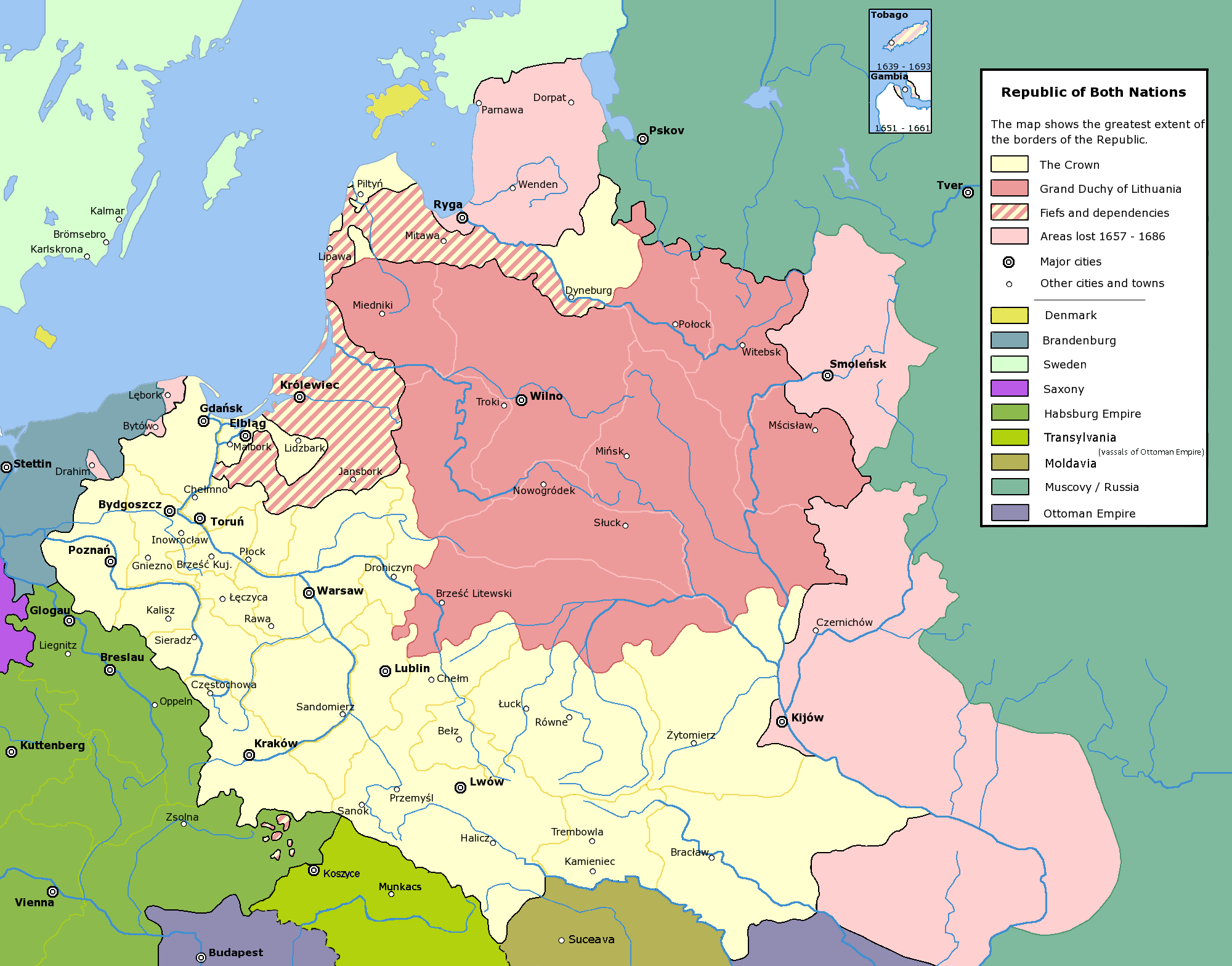
A República em sua maior extensão - primeira metade do século XVII
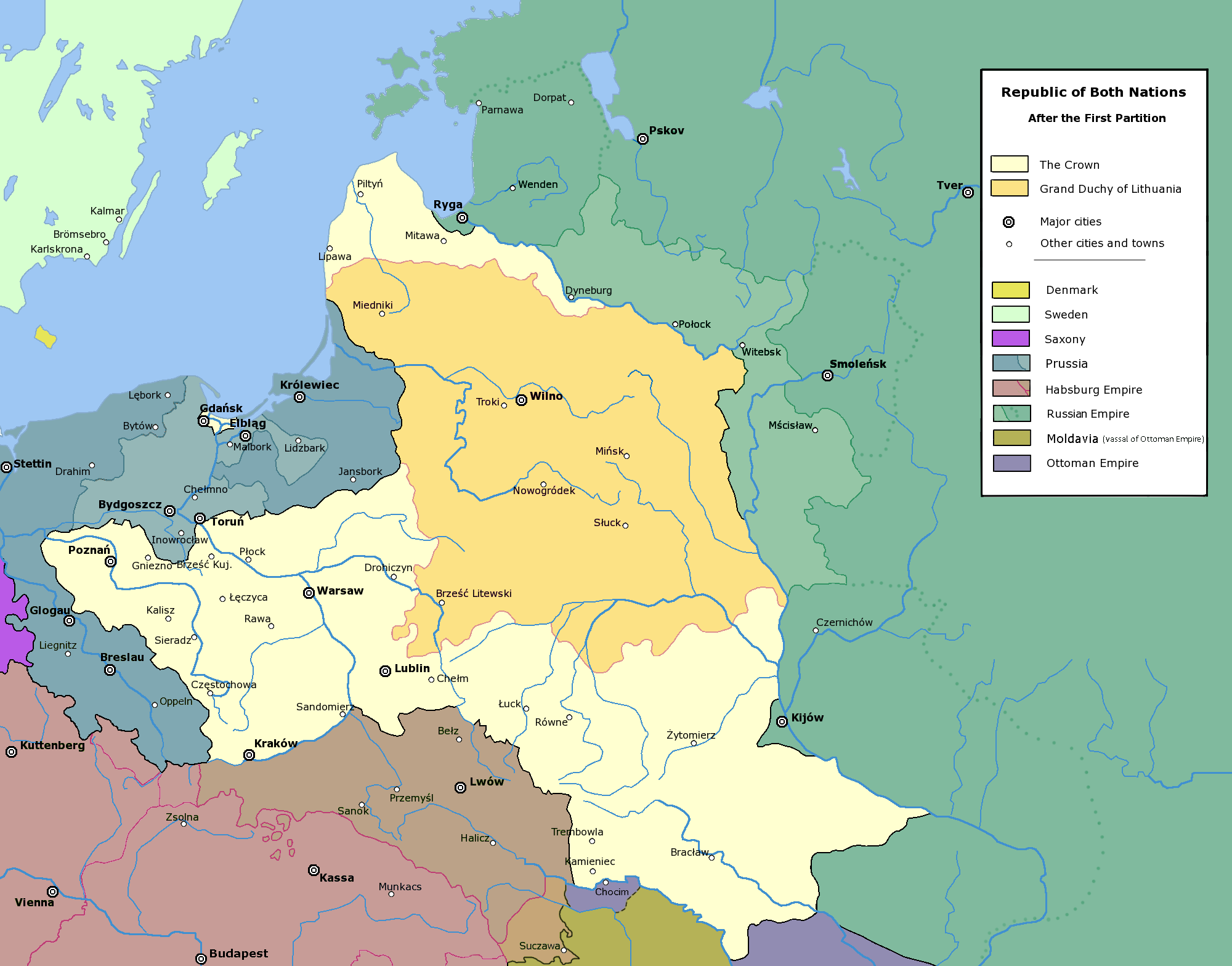
A primeira partição (1772)
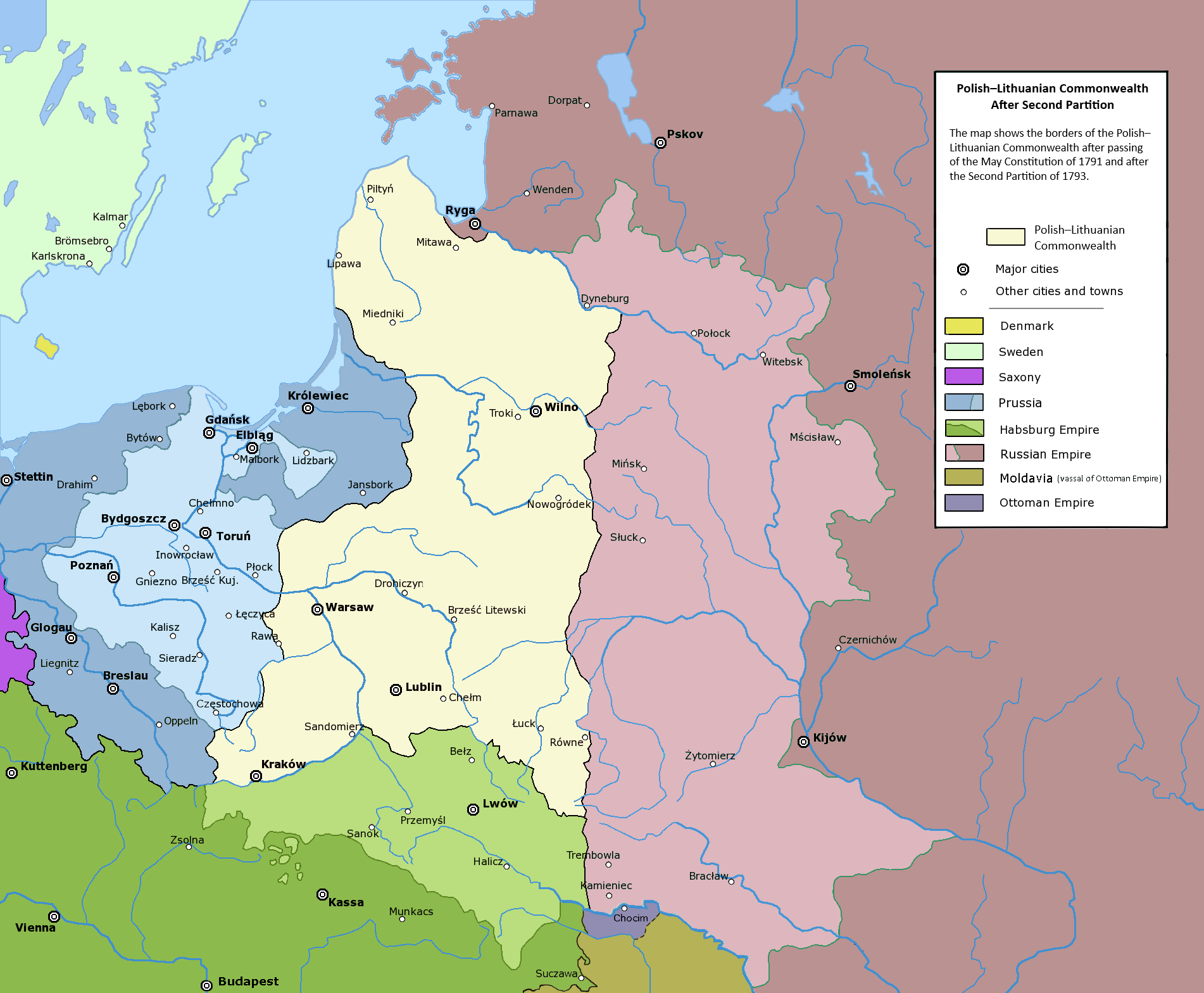
A segunda partição (1793)

## Demografia
A Coroa tinha cerca do dobro da população do Grão-Ducado da Lituânia e cinco vezes mais a receita deste último. Tal como acontece com outros países, as fronteiras, a área e a população da República variaram ao longo do tempo. Depois da Paz de Jam Zapolski (1582), a República tinha uma área aproximadamente de 815.000 km² e uma população de 6,5 milhões de habitantes. Depois da Trégua de Deulino (1618), a República tinha uma área de cerca de 1 milhão de km² (990.000 km²) e uma população de 10-11 milhões de habitantes (incluindo cerca de 4 milhões de poloneses).

## Geografia

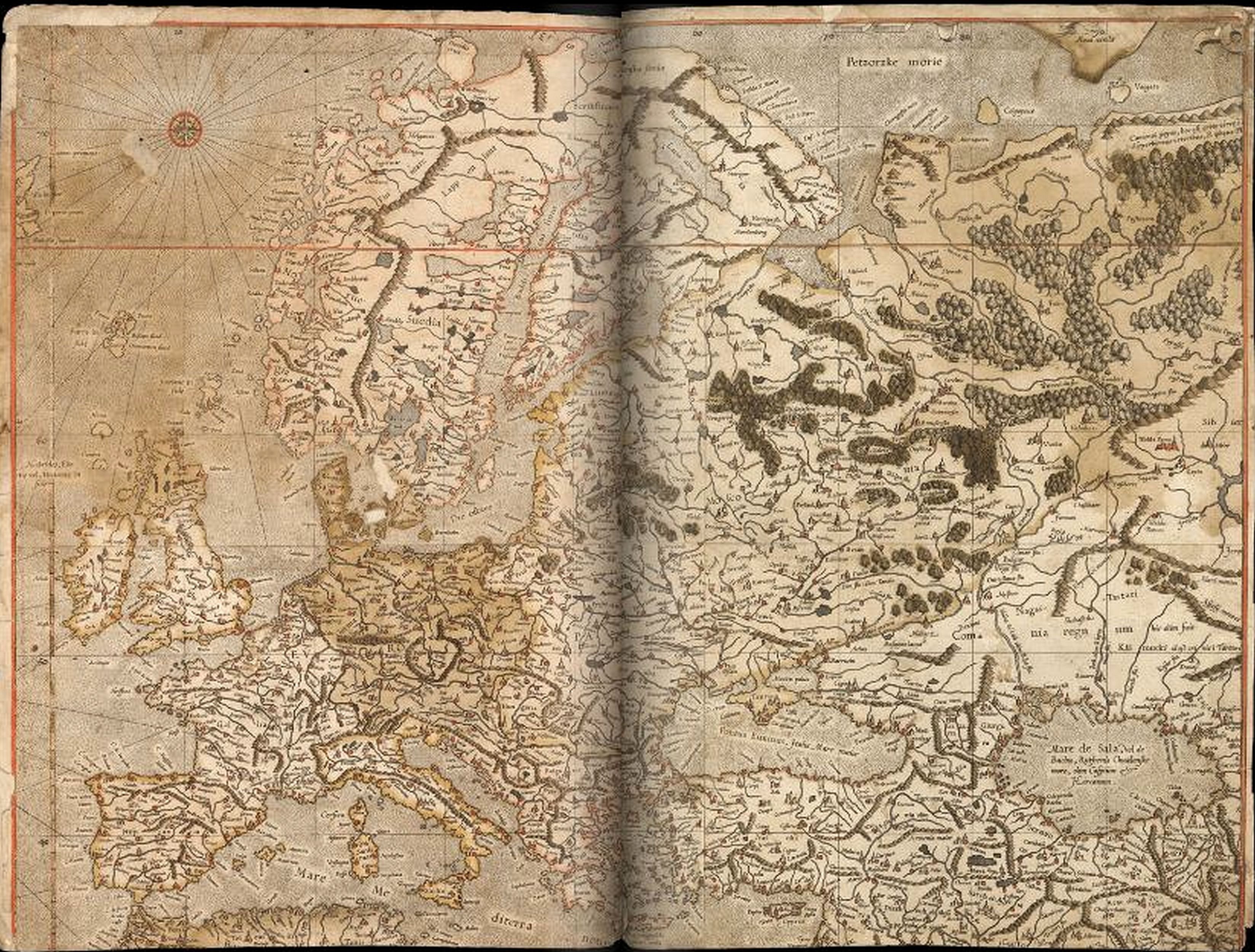
Mapa da Europa no século XVI por Gerardus Mercator.

No século XVI, o bispo polonês e cartógrafo Martin Kromer publicou um atlas em latim, intitulado "Polônia: sobre sua localização, pessoas, cultura, cargos e a república polonesa", que foi considerado como o mais completo guia para o país. 
Outros trabalhos e mapas contemporâneos de Kromer, tais como aqueles de Gerardus Mercator, mostram a República das Duas Nações constituída principalmente de planícies. A parte sudeste da República, a Kresy, era famosa por suas estepes. Os Cárpatos faziam parte da fronteira sul, com as montanhas Tatra sendo seu ponto mais elevado, e o mar Báltico formava a fronteira norte da República. Tal como ocorria com a maioria dos países europeus, naquele tempo, a República tinha uma grande cobertura florestal, especialmente no leste. Atualmente, o que constitui o Parque Nacional Białowieża é o que resta da última grande floresta intacta na Europa.